# Mistrovství Evropy ve sportovním lezení 2015
Mistrovství Evropy ve sportovním lezení 2015 (anglicky: IFSC European Climbing Championship, německy: Kletter-Europameisterschaft) se uskutečnilo již po jedenácté, ve dvou termínech. 14.–16. května v rakouském Innsbrucku proběhlo ME v boulderingu a 10.–12. července ve francouzském Chamonix ME v lezení na obtížnost a rychlost. Bouldering se stává v posledních letech velmi oblíbený, jak je vidět na velkém počtu závodníků i zúčastněných zemí, oproti tomu lezení na obtížnost nemá již tak hojnou účast.
Ve stejném roce proběhl v Edinburghu a L'Argentière la Bessée také čtvrtý ročník Mistrovství Evropy juniorů ve sportovním lezení jako součást Evropského poháru juniorů ve sportovním lezení, v polských Katovicích proběhlo Akademické mistrovství Evropy ve sportovním lezení. Mistrovství Evropy v ledolezení se v roce 2015 nekonalo (lichý rok).

## Průběh závodů
IFSC nesehnala pro rok 2015 pořadatele ME v lezení na obtížnost a v lezení na rychlost. Náhradním řešením bylo odpočítat výsledky evropských závodníků z výsledků závodu světového poháru v Chamonix, tedy ani archiv výsledků neposkytuje dílčí výsledky. Závodníci podávali přihlášky zvlášť na SP a ME, ale na ME se nepřihlásili všichni a tak byli nakonec výsledky opravené pro všechny účastníky z Evropy.
Na SP v lezení na obtížnost se dvě skupiny závodníků postupně vystřídaly na dvou kvalifikačních cestách, do semifinále s jednou závodní cestou postoupilo 26 nejlepších závodníků. Finálovou cestu lezlo osm finalistů. Bodovaným kritériem byl nejvyšší (po dobu dvou sekund) dosažený chyt, případně další pohyb z chytu. Z celkových výsledků bylo stanoveno pořadí závodníků ME.
U SP v lezení na rychlost rozhodly nejlepší časy v kvalifikaci na standardní cestě o pořadí závodníků do semifinálového vyřazovacího pavouka dvojic, ve finále se ještě bojovalo o první a třetí místo. Obdobně i zde byly odpočítány výsledky pro závodníky ME.
Kvalifikace na ME v boulderingu proběhla ve dvou skupinách na pěti závodních profilech, kde se bodoval počet pokusů na Top a počet pokusů na bonusovou zónu. Z obou skupin postoupilo deset nejlepších bouldristů do semifinále ME, kde se závodilo na čtyřech závodních profilech. Šest finalistů závodilo také na čtyřech závodních profilech. Ženy měly sedm finalistek díky shodnému výsledku ze semifinále.

### Češi na ME
Titul Mistra Evropy obhájil Libor Hroza v rychlost. Adam Ondra se stal již podruhé vicemistrem Evropy ve dvou disciplínách současně, v lezení na obtížnost a v boulderingu. V obou disciplínách skončil druhý i v roce 2010. Martin Stráník skončil ve finále na pátém místě v boulderingu. Naší nejúspěšnější ženskou závodnicí byla Iva Vejmolová, která v lezení na obtížnost skončila v semifinále na dvacátémdruhém místě.

### Výsledky mužů a žen
| obtížnost                   | obtížnost                 | rychlost               | rychlost                | bouldering             | bouldering                  |
| muži                        | ženy                      | muži                   | ženy                    | muži                   | ženy                        |
| --------------------------- | ------------------------- | ---------------------- | ----------------------- | ---------------------- | --------------------------- |
| 1. Ramón Julián Puigblanque | 1. Mina Markovič          | 1. Libor Hroza         | 1. Anouck Jaubert       | 1. Jan Hojer           | 1. Juliane Wurmová          |
| 2. Adam Ondra               | 2. Janja Garnbret         | 2. Danijil Boldyrev    | 2. Julija Kaplinová     | 2. Adam Ondra          | 2. Anna Stöhr               |
| 3. Sebastian Halenke        | 3. Jessica Pilz           | 3. Marcin Dzieński     | 3. Marija Krasavinová   | 3. Stefan Scarperi     | 3. Katharina Saurwein       |
|                             |                           |                        |                         |                        |                             |
| 4. Romain Desgranges        | 4. Anak Verhoeven         | 4. Guillaume Moro      | 4. Anna Cyganovová      | 4. Jakob Schubert      | 4. Monika Retschy           |
| 5. Gautier Supper           | 5. Hélène Janicot         | 5. Stanislav Kokorin   | 5. Edyta Ropek          | 5. Martin Stráník      | 5. Jessica Pilz             |
| 6. Jakob Schubert           | 6. Dinara Fachritdinovová | 6. Alexandr Šilov      | 6. Julija Levočkinová   | 6. Alexej Rubcov       | 6. Mina Markovič            |
| 7. Stefano Ghisolfi         | 7. Christine Schranz      | 7. Dmitrij Timofejev   | 7. Aleksandra Rudzińska | —                      | 7. Fanny Gibert             |
| 8. Dmitrij Fakirjanov       | 8. Jevgenija Malamidová   | 8. Quentin Nambot      | 8. Jelena Markuševa     | —                      | —                           |
|                             |                           |                        |                         |                        |                             |
| 43. Tomáš Binter            | 22. Iva Vejmolová         | 25. Petr Burian        | —                       | 43.-44. Štěpán Stráník | 27.-28. Karina Bílková      |
| 54. Martin Jech             | 38. Tereza Svobodová      | —                      | —                       | 55.-56. Roman Kučera   | 27.-28. Petra Růžičková     |
| 56. Jan Zíma                | 39. Gabriela Vrablíková   | —                      | —                       | 74. Jakub Jedlička     | 39.-40. Nelly Kudrová       |
| —                           | —                         | —                      | —                       |                        | 48. Daniela Kotrbová        |
| —                           | —                         | —                      | —                       | —                      | 57.-60. Kateřina Zachrdlová |
|                             |                           |                        |                         |                        |                             |
| odečteno z výsledků SP      | odečteno z výsledků SP    | odečteno z výsledků SP | odečteno z výsledků SP  | 6 finalistů            | 7 finalistek                |
| odečteno z výsledků SP      | odečteno z výsledků SP    | odečteno z výsledků SP | odečteno z výsledků SP  | 20 semifinalistů       | 20 semifinalistek           |
| 59 mužů                     | 43 žen                    | 30 mužů                | 32 žen                  | 86 mužů                | 67 žen                      |

### Čeští Mistři a medailisté
| Disciplína | Lezec/lezkyně | Zlato         | Stříbro          | Bronz |
| ---------- | ------------- | ------------- | ---------------- | ----- |
| Obtížnost  | Adam Ondra    |               | Stříbrná medaile |       |
| Rychlost   | Libor Hroza   | Zlatá medaile |                  |       |
| Bouldering | Adam Ondra    |               | Stříbrná medaile |       |

### Medaile podle zemí
| pořadí | stát      | Zlatá medaile | Stříbrná medaile | Bronzová medaile | celkem |
| ------ | --------- | ------------- | ---------------- | ---------------- | ------ |
| 1.     | Německo   | 2             | 0                | 1                | 3      |
| 2.     | Česko     | 1             | 2                | 0                | 3      |
| 3.     | Slovinsko | 1             | 1                | 0                | 2      |
| 4.     | Španělsko | 1             | 0                | 0                | 1      |
| 5.     | Francie   | 1             | 0                | 0                | 1      |
| 6.     | Rakousko  | 0             | 1                | 2                | 3      |
| 7.     | Rusko     | 0             | 1                | 1                | 2      |
| 8.     | Ukrajina  | 0             | 1                | 0                | 1      |
| 9.     | Polsko    | 0             | 0                | 1                | 1      |
| 9.     | Itálie    | 0             | 0                | 1                | 1      |

### Zúčastněné země
| 1.   | Španělsko  | Slovinsko  | Česko       | Francie   | Německo            | Německo            |
| 2.   | Česko      | Rakousko   | Ukrajina    | Rusko     | Česko              | Rakousko           |
| 3.   | Německo    | Belgie     | Polsko      | Polsko    | Itálie             | Slovinsko          |
| 4.   | Francie    | Francie    | Francie     | Ukrajina  | Rakousko           | Francie            |
| 5.   | Rakousko   | Rusko      | Rusko       | Rakousko  | Rusko              | Rusko              |
| 6.   | Itálie     | Nizozemsko | Itálie      | Itálie    | Francie            | Norsko             |
| 7.   | Rusko      | Švýcarsko  | Rakousko    | Slovinsko | Nizozemsko         | Srbsko             |
| 8.   | Slovinsko  | Izrael     | Ázerbájdžán | -         | Belgie             | Švýcarsko          |
| 9.   | Norsko     | Švédsko    | Španělsko   | -         | Lotyšsko           | Spojené království |
| 10.  | Švýcarsko  | Itálie     | -           | -         | Slovinsko          | Belgie             |
| 11.  | Belgie     | Česko      | -           | -         | Spojené království | Itálie             |
| 12.  | Ukrajina   | Ukrajina   | -           | -         | Polsko             | Česko              |
| 13.  | Švédsko    | Polsko     | -           | -         | Finsko             | Finsko             |
| 14.  | Nizozemsko | Španělsko  | -           | -         | Švýcarsko          | Dánsko             |
| 15.  | Izrael     | Německo    | -           | -         | Norsko             | Nizozemsko         |
| 16.  | Slovensko  | Chorvatsko | -           | -         | Španělsko          | Polsko             |
| 17.  | -          | -          | -           | -         | Dánsko             | Izrael             |
| 18.  | -          | -          | -           | -         | Izrael             | Švédsko            |
| 19.  | -          | -          | -           | -         | Litva              | Bulharsko          |
| 20.  | -          | -          | -           | -         | Švédsko            | Lotyšsko           |
| 21.  | -          | -          | -           | -         | Bulharsko          | Maďarsko           |
| 22.  | -          | -          | -           | -         | Chorvatsko         | Gruzie             |
| 23.  | -          | -          | -           | -         | Maďarsko           | Litva              |
| 24.  | -          | -          | -           | -         | Slovensko          | Španělsko          |
| 25.  | -          | -          | -           | -         | Gruzie             | Turecko            |
| 26.  | -          | -          | -           | -         | Turecko            | Severní Makedonie  |
| 27.  | -          | -          | -           | -         | Severní Makedonie  | -                  |
| (30) | 16         | 16         | 9           | 7         | 27                 | 26                 |